# Sympetrum eroticum
Sympetrum eroticum – gatunek ważki z rodziny ważkowatych (Libellulidae).